# Tokyo Metropolitan Government

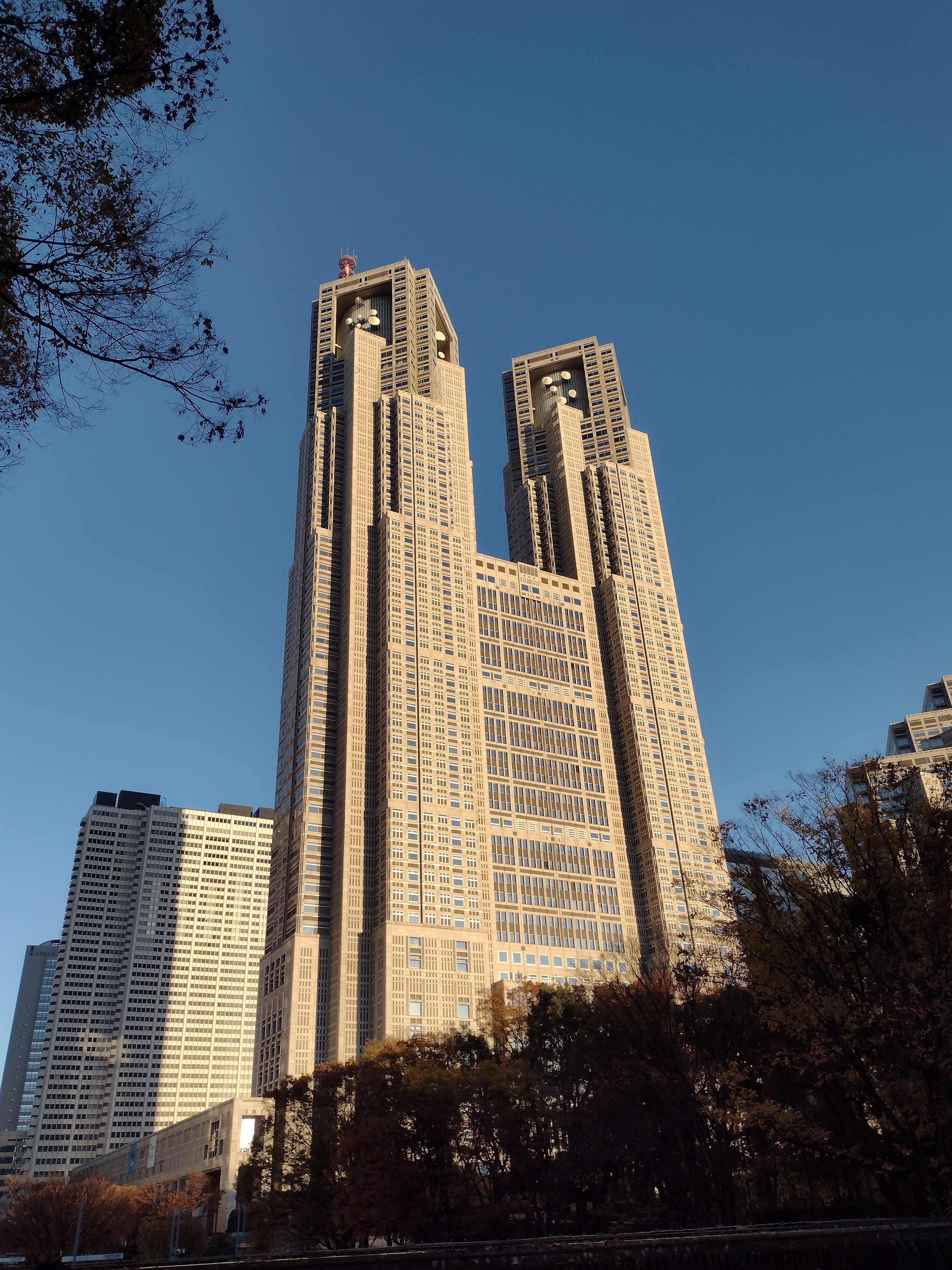

Die Tōkyō Tochō (jap. 東京都庁, kurz Tochō, (都庁); engl. Tokyo Metropolitan Government, kurz TMG) ist seit 1943 die Verwaltung der japanischen Präfektur Tokio (Tōkyō-to, engl. Tokyo Metropolis). Bis 1946/47 war sie unter dem Tosei der Zentralregierung untergeordnet und fungierte gleichzeitig als Kommunalverwaltung für die 35 Stadtbezirke der vormaligen Stadt Tokio im Osten der Präfektur. Seit 1947 ist die Präfektur Tokio im Sinne von Kapitel 8 der Nachkriegsverfassung eine selbstverwaltete Gebietskörperschaft, und das Stadtgebiet von Tokio wurde in Sonderbezirken (tokubetsu-ku, engl. heute: cities, bei der Präfekturverwaltung und früher: special wards) auf kommunaler Ebene reorganisiert. Letztere überlassen weiterhin einige kommunale Steuern und Aufgaben der Präfekturverwaltung, haben heute aber weitgehend die gleichen Selbstverwaltungsrechte wie die übrigen Gemeinden in der Präfektur und im ganzen Land. Aus dem Sonderstatus des Stadtgebiets von Tokio ergeben sich einige Besonderheiten der Tokioter im Vergleich zu anderen Präfekturverwaltungen. Unabhängig davon ist die Präfektur Tokio die bevölkerungsreichste, wirtschafts- und finanzstärkste Präfektur Japans, was ihren Handlungsspielraum im Vergleich mit anderen Präfekturen erhöht, die in höherem Maße von Zuweisungen der Zentralregierung abhängig sind.
Ihren Sitz hat die Präfekturverwaltung im Tōkyō Tochō-sha (engl. Tokyo Metropolitan Government Building), das seit 1991 im Bezirk Shinjuku (engl. Shinjuku City) steht: Dort befinden sich das Hauptamt des Gouverneurs, die meisten Ämter, unabhängigen Ausschüsse, Unterpräfekturen und öffentlichen Unternehmen der Präfektur Tokio. Das Präfekturparlament tagt nebenan im gleichen Gebäudekomplex.
Oft, z. B. beim [U-]Bahnhof oder der ehemaligen Straßenbahnhaltestelle Tochō-mae, wird Tochō im Japanischen als Kurzbezeichnung für das Gebäude, nicht die Institution verwendet. Für die Präfekturverwaltung wird wiederum oft nur Tōkyō-to, Präfektur Tokio, verwendet. Je nach Kontext genügt auch nur to (都), da Tokio bisher die einzige Präfektur namens -to ist – die anderen 46 sind -dō, -fu oder -ken.
Einschließlich der öffentlichen Betriebe und eigenständigen Behörden sind über 168.000 Menschen bei der Präfektur angestellt: über 38.000 in den Gouverneursabteilungen und den drei öffentlichen Betrieben, über 64.000 in den Schulen, rund 46.500 bei der Polizei und rund 18.500 bei der Feuerwehr (Planstellen, Fiskaljahr 2018).

## Organisation
Stand: Oktober 2018
Anmerkung: Die in diesem Artikel verwendeten deutschen Bezeichnungen sind weder offiziell noch die einzig möglichen oder in der Literatur vorkommenden Übersetzungen; im Sinne der Konsistenz wurden einheitliche Übersetzungen für denselben japanischen Begriff verwendet. Die angegebenen englischen Übersetzungen sind „offiziell“ in dem Sinne, dass sie von der Präfekturverwaltung selbst verwendet werden, sind als Übersetzungen aber im rechtlichen Sinne per definitionem inoffiziell (es sei denn sie wurden z. B. in internationalen Vereinbarungen so festgehalten); in englischsprachiger Literatur sowie bei anderen staatlichen Stellen finden sich teilweise verschiedene englische Übersetzungen für dieselben Institutionen.
- Dem wie in allen Präfekturen direkt vom Volk gewählten Gouverneur (chiji)
  - und den in Tokio bis zu vier Vizegouverneuren (fuku-chiji), die vom Gouverneur mit Zustimmung des Präfekturparlaments bestimmt werden, unterstehen als Gouverneursabteilungen (chiji bukyoku):
    - das politische Planungsamt (seisaku kikaku-kyoku, 政策企画局, engl. Office of the Governor for Policy Planning) als eine Art Kanzlei des Gouverneurs, zu deren Aufgaben unter anderem internationale Beziehungen und Öffentlichkeitsarbeit gehören,
      - die Hauptabteilung für Kinder, Jugendliche und öffentliche Sicherheit (seishōnen, chian taisaku hombu, 青少年・治安対策本部, engl. Office for Youth Affairs and Public Safety),

    - das Amt für allgemeine Angelegenheiten (sōmu-kyoku, 総務局, engl. Bureau Of General Affairs), das unter anderem für Verwaltungsangelegenheiten und die Beziehungen zu den Gemeinden zuständig ist und
      - zu dessen Unterabteilungen die vier Unterpräfekturen (shichō, wörtlicher „Zweigämter“, engl. branch office) für die Izu- und Ogasawara-Inseln gehören,

    - das Amt für Finanzangelegenheiten (zaimu-kyoku, 財務局, engl. Bureau Of Finance),
    - das Finanzamt, wörtlicher „Amt für Steuern“ (shuzei-kyoku, 主税局, engl. Bureau of Taxation),
    - das Amt für „Leben und Kultur“ (seikatsu-bunka-kyoku, 生活文化局, engl. Bureau of Citizens and Culture),
    - das Vorbereitungsamt für die Olympischen und Paralympischen Spiele (olympic, paralympic junbi-kyoku オリンピック・パラリンピック準備局, engl. Bureau of Tokyo 2020 Olympic and Paralympic Games Preparation), das 2014 aus dem Sportförderamt (sports-shinkō-kyoku, スポーツ振興局, engl. Bureau of Sports) hervorging,
    - das Amt für „Stadtordnung“ (toshi-seibi-kyoku, 都市整備局, engl. Bureau Of Urban Development), das sich mit Stadt-, Raumplanungs- und einigen Bauangelegenheiten befasst,
    - das Umweltamt (kankyō-kyoku, 環境局, engl. Bureau of Environment),
    - das Amt für Soziales und Gesundheit (fukushi-hoken-kyoku, 福祉保健局, engl. Bureau of Social Welfare and Public Health),
      - die Hauptabteilung für den Krankenhausbetrieb (byōin-keiei-hombu, 病院経営本部, engl. Office of Metropolitan Hospital Management),

    - das Amt für Industrie und Arbeit (sangyō-rōdō-kyoku, 産業労働局, engl. Bureau of Industrial and Labor Affairs),
      - der Zentrale Großmarkt (chūō-oroshiuri-shijō, 中央卸売市場, engl. Central Wholesale Market),

    - das Bauamt (kensetsu-kyoku, 建設局, engl. Bureau of Construction),
    - das Hafenamt (kōwan-kyoku, 港湾局, engl. Bureau of Port and Harbor), das neben den Häfen von Tokio und auf den Inseln auch einige Präfekturparks (toritsu kōen) und präfekturbetriebene Flughäfen (Chōfu, Hachijōjima, Ōshima, Kōzushima, Niijima, Miyakejima, Tōkyō Heliport) beaufsichtigt, und
    - das Amt für Rechnungsaufsicht (kaikei-kanri-kyoku, 会計管理局, engl. Bureau of Accounting).

  - Keine Gouverneursabteilung, aber Teil der Präfekturverwaltung ist die Feuerwehr Tokio (Tōkyō shōbō-chō, 東京消防庁, engl. Tokyo Fire Department), die bis 1960 nur für die ehemalige Stadt Tokio, heute aber für fast die gesamte Präfektur verantwortlich ist.

Drei öffentliche Unternehmen unterstehen ebenfalls dem Gouverneur:
- das Verkehrsamt (kōtsū-kyoku, 交通局, engl. Bureau of Transportation), das die präfekturbetriebene U-Bahn (toei chikatetsu), die präfekturbetriebenen Busse (toei bus), die präfekturbetriebene Straßenbahn (Toden), den Nippori-Toneri-Liner, die Ueno-Monorail und Wasserkraftwerke am Oberlauf des Tama im Westen der Präfektur betreibt,
- das Wasserversorgungsamt (suidō-kyoku, 水道局, engl. Bureau of Waterworks), das (ähnlich wie die Feuerwehr) nicht für die gesamte Präfektur zuständig ist, und
- das Abwasseramt (gesuidō-kyoku, 下水道局, engl. Bureau of Sewerage), das für das Abwasserleitungsnetz in der ehemaligen Stadt Tokio und die Entsorgung des Abwassers für weite Teile der Präfektur verantwortlich ist.

Als „Verwaltungsausschüsse“ (gyōsei iinkai, 行政委員会) Teil der Präfekturverwaltung, aber in unterschiedlichem Maß unabhängig in ihren Aufgaben sind:
- der Bildungsausschuss (kyōiku iinkai, 教育委員会, engl. Board of Education) mit der zugehörigen Bildungsbehörde (教育庁, kyōiku-chō, engl. Office of Education), der wie in allen Präfekturen für die Aufsicht über öffentliche Schulen und den Betrieb der präfekturbetriebenen Schulen (hauptsächlich Oberschulen) verantwortlich ist (nicht aber Privatschulen und/oder Hochschulen),
- der Wahlaufsichtsausschuss (senkyo kanri iinkai, 選挙管理委員会, engl. Election Administration Commission) wie in allen Präfekturen, siehe Wahlen in Japan#Organisation und Aufsicht,
- der Personalausschuss (jinji iinkai, 人事委員会, engl. Personnel Commission), der wie in allen Präfekturen das Personalwesen als unabhängige Instanz überwachen und regulieren soll,
- die Revisoren, bzw. der Revisions[ausschuss] (kansa iin, 監査委員; da es sich nicht um einen kollektiv handelnden Ausschuss (iiinkai), sondern einzeln handelnde Revisoren handelt, heißt die Institution nur iin (委員), was normalerweise die Bezeichnung für ein/die Mitglied[er] eines Ausschusses ist; engl. Audit and Inspection Commissioners) mit dem zugehörigen Sekretariat (kansa-jimukyoku, 監査事務局, engl. Secretariat), der wie in allen Präfekturen eine unabhängige Prüfung der Finanzen von Präfekturbehörden und Empfängern von Präfekturmitteln vornehmen soll,
- der öffentliche Sicherheitsausschuss (kōan iinkai, 公安委員会, engl. Public Safety Commission), der wie in allen Präfekturen für die Aufsicht über die Präfekturpolizei verantwortlich ist; allerdings unterliegt die Tokioter Präfekturpolizei, Keishi-chō (engl. Metropolitan Police Department), wegen der Hauptstadtfunktionen im Gegensatz zu anderen Präfekturpolizeien auch dem Einfluss der Zentralregierung,
- der Arbeitsausschuss (rōdō iinkai, 労働委員会, engl. Labor Relations Commission), der wie in allen Präfekturen in Tarifangelegenheiten vermitteln und unfaire Arbeitsbedingungen unterbinden soll, und
- der Enteignungsausschuss (shūyō iinkai, 収用委員会, engl. Expropriation Commission), der wie in allen Präfekturen über Enteignungen nach dem „Landenteignungsgesetz“ (tochi-shūyō-hō 土地収用法) entscheidet.

Ebenfalls Teil der Präfekturverwaltung (z. B. im Haushalt) ist das Parlamentsamt (gikai-kyoku, 議会局, engl. Secretariat to the Assembly), das organisatorische Aufgaben für das Präfekturparlament (Tōkyō togikai, 東京都議会, engl. Tokyo Metropolitan Assembly) wahrnimmt.